# Brigata Gurkha
La Brigata Gurkha è una unità scelta del British Army i cui soldati vengono arruolati tra la popolazione Gurkha del Nepal e dell'India settentrionale.

## Storia

### Nell'esercito anglo-indiano
Il nome ha origine dalla valle Gorkha' nel Nepal occidentale, i cui abitanti indigeni, i Gurkha, presero ad essere arruolati come volontari nell'Esercito della Compagnia Britannica delle Indie Orientali a partire dalla conclusione della guerra Anglo-Nepalese del 1812 - 1815, nel corso della quale mostrarono spiccate attitudini al combattimento.
Negli anni seguenti le unità Gurkha si distinsero per disciplina e aggressività in numerose guerre coloniali combattute dall'Impero britannico, rimanendo fedeli anche durante la grande rivolta indiana del 1857. Entrati a far parte dell'Esercito anglo-indiano, i Gurkha combatterono con valore nelle due guerre mondiali.

### Nel British Army
Dopo l'indipendenza e la spartizione indiane nel 1947, in base all'accordo tripartito, sei reggimenti di Gurkha si unirono all'esercito indiano postindipendenza.  Quattro dei 10 reggimenti Gurkha, il 2º, 6º, 7º e 10º fucilieri Gurkha, si unirono all'esercito britannico il 1º gennaio 1948. La Brigata di Gurkhas fu istituita il 15 agosto 1951 in Birmania. Dopo la fine del conflitto, i Gurkhas furono trasferiti ad Hong Kong, dove esercitarono compiti di sicurezza.
I Gurkha hanno combattuto anche nella guerra delle Falkland. Nel 1994 a questi reparti si sono aggiunti i Royal Gurkha Riflemen, della consistenza di un reggimento.
Le unità straniere di soldati Gurkha dell'esercito britannico, molto aggressivi in particolare nel combattimento ravvicinato ed equipaggiati anche con i famosi kukri, sono considerati dagli inglesi tra i migliori reparti di fanteria della British Army.

## Struttura
- Queen's Gurkha Signals[1]
  - 242 Gurkha Signal Squadron - Stafford
  - 246 Gurkha Signal Squadron - Perham Down
  - 247 Gurkha Signal Squadron - Stafford
  - 248 Gurkha Signal Squadron - Stafford
  - 249 Gurkha Signal Squadron - Bulford
  - 250 Gurkha Signal Squadron - Bramcote
- Royal Gurkha Rifles[2]
  - 1º Battaglione
  - 2º Battaglione
  - Compagnia F
  - Compagnia G